# Blastoma

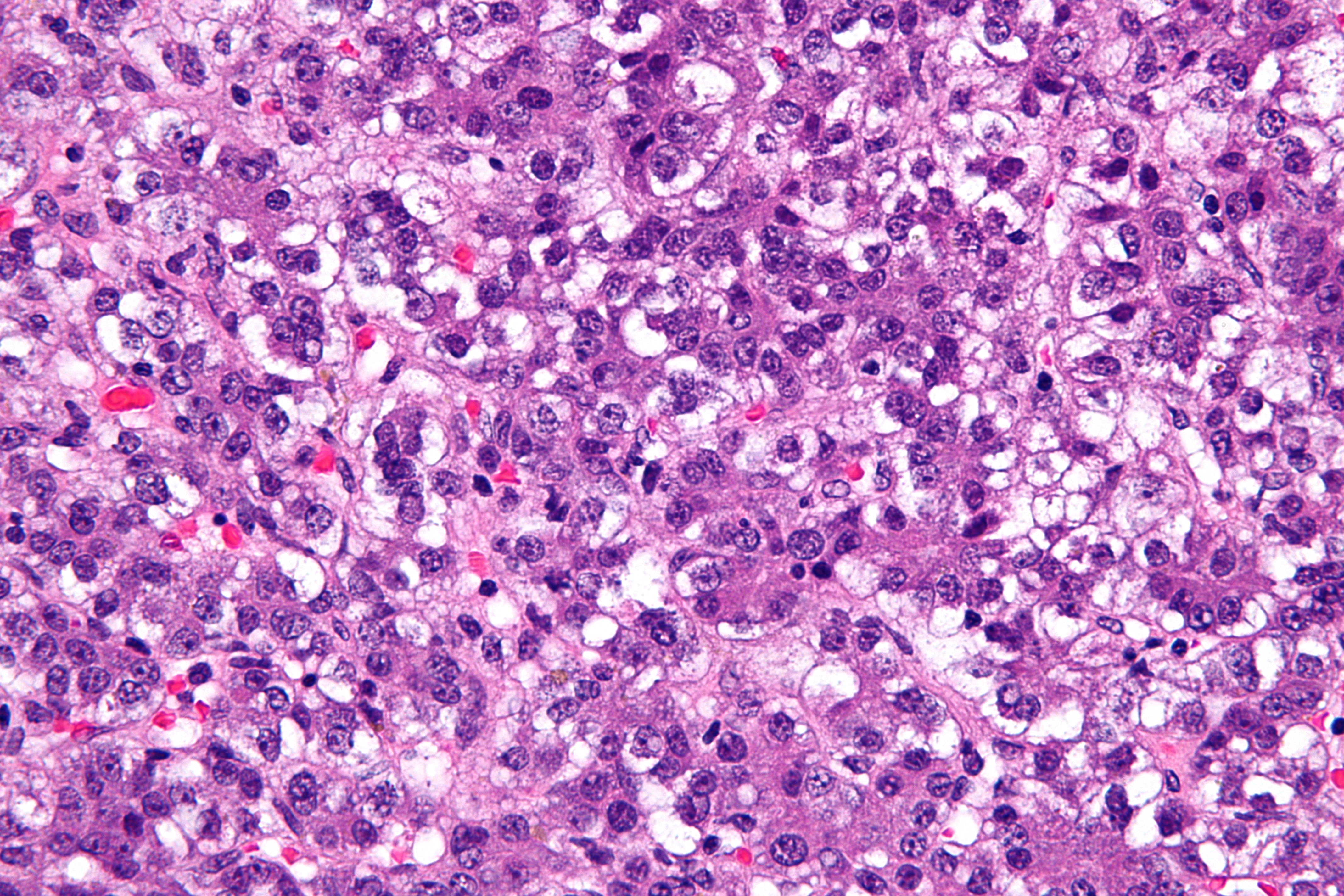
Hepatoblastoma, em alta magnitude, visto em microscópio óptico.

Blastoma (do grego, blasto- broto/embrião; -oma tumor) é uma neoplasia (tumor), mais comum em crianças, formado a partir de células precursoras, imaturas e indiferenciadas chamadas (blastocitos). 

## Causas
Muitos deles foram associados a defeitos em genes que regulam a replicações das células suprimindo tumores como o p53.

## Sintomas
Alguns sintomas incluem:
- Tumor de consistência variável e que cresce com o tempo;
- Dor, caso o tumor comprima algum nervo;
- Cansaço, em casos avançados;
- Perda de peso, em casos avançados;

Outros sintomas dependem do local afetado.

## Exemplos
Blastomas podem ocorrer em qualquer partes do corpo, incluindo cérebro, fígado, rins, ossos e retina. O local afetado é usado como prefixo do nome do tumor. Exemplos de blastomas incluem:
- Glioblastoma (células gliais)
- Hepatoblastoma (fígado)
- Meduloblastoma (medula óssea)
- Nefroblastoma (rins)
- Retinoblastoma (retina)
- Ameloblastoma (remanescentes do epitélio odontogênico)